# Buffonistenstreit
Der zwischen 1752 und 1754 in Paris geführte Buffonistenstreit  (französisch Querelle des Bouffons) drehte sich vordergründig um die Vorherrschaft der französischen oder der italienischen Oper. Auf einer anderen Ebene ging es dabei um die politisch aktuelle Emanzipation bürgerlicher Operngattungen (die der Ständeklausel gemäß zu den Komödien gehörten) gegenüber der höfischen Oper (als gesungener Tragödie). Während des Streits konnte sich der Philosoph und Komponist Jean-Jacques Rousseau mit seiner antiaristokratischen Haltung profilieren, mittelfristig bahnte der Streit der auf ein bürgerliches Publikum ausgerichteten Operntruppe von Charles-Simon Favart und ihrer Gattung der Opéra comique den Weg.

## Auslöser
Konkurrenz zwischen französischen und italienischen Truppen in Paris (siehe Pariser Jahrmarktstheater) hatte eine jahrzehntelange Tradition. Sie wurde durch Lizenzstreitigkeiten der freien Truppen mit den höfischen Theatern angefacht. Die äußerst erfolgreiche Aufführung von Pergolesis Intermezzo La serva padrona (1733) am 1. August 1752 durch eine italienische Operntruppe unter Eustachio Bambini entfachte diese Rivalität von Neuem. 
Rousseau, der 1750 mit seiner Abhandlung Discours sur les Sciences et les Arts (Abhandlung über die Wissenschaften und die Künste) berühmt geworden war, weil er darin die Errungenschaften der Zivilisation kritisierte, erhielt nun Gelegenheit zu demonstrieren, was er unter dem von ihm gerühmten Naturzustand verstand. Bisher hatte er sich seit längerer Zeit erfolglos als Komponist versucht. Mit der Uraufführung seines betont schlichten französischen Singspiels Le devin du village im Oktober 1752 konnte er aber die Erfolgsserie der italienischen Truppe unterbrechen und in manchen Augen dem Nationalstolz wieder aufhelfen. Da er aber nicht für die Konservativen Partei ergreifen wollte, wie es nun den Anschein machte, publizierte er im November 1753 die Abhandlung Lettre sur la musique françoise, mit der er der französischen Sprache jede musikalische Qualität absprach. Nur die italienische Sprache sei der Musik angemessen, da sie „sanft, klangvoll, harmonisch und wohlakzentuiert“ klinge. Weil der „gefeierte Held“ Rousseau die Gegner unterstützte, war diese Schrift eine große Provokation.
Im Laufe der Auseinandersetzungen wurden mehr als 60 Schriften meist führender Philosophen publiziert. Die Hauptakteure der Kontroversen waren einerseits der konservative, die französische Oper bevorzugende Coin du Roi (Loge des Königs) und andererseits der progressive, die italienische Oper verfechtende Coin de la Reine (Loge der Königin). Zu Letzteren gehörten u. a. die Enzyklopädisten um Denis Diderot, Jean Baptiste le Rond d’Alembert, Jean-Jacques Rousseau und Friedrich Melchior Grimm.

## Höfische und bürgerliche versus ernste und komische Oper
Im Gegensatz zur Diskussion um die Priorität der französischen oder italienischen Musik zu Jahrhundertbeginn (die italienische Musik galt als gelehrt, die französische als einfach und natürlich) betont Rousseau die Einfachheit der melodiebetonten italienischen Musik gegenüber der Komplexität des durch üppige Instrumentation, komplizierte Polyphonie und Harmonik geprägten Satzes der französischen Tragédie lyrique. Den Ausschlag für diese Verkehrung der Kriterien gab der Sachverhalt, dass sich die Rezeption der italienischen Musik mittlerweile weniger auf die Opera seria als auf die „natürlichere“ und „einfachere“ Opera buffa bezog, vor allem auf jene Werke, die ursprünglich nur als Intermezzo in die Pausen zwischen den Akten der höfischen Opern eingefügt waren und nicht als eigenständig galten. Mit ihren alltäglichen Handlungen konnte sich das bürgerliche (und zum Teil auch das höfische) Publikum besser identifizieren als mit den politischen Sujets der Tragödien.
Der durch Rousseaus Schrift hauptsächlich angegriffene Komponist Jean-Philippe Rameau hatte schon vor dem Buffonistenstreit Elemente des leichteren italienischen Stils in seine Opern übernommen (etwa in Pigmalion 1748), wurde aber in seiner Eigenschaft als Hofkomponist angegriffen.

## Konsequenzen
Der Buffonistenstreit hatte tiefgreifende Konsequenzen für die Entwicklung der französischen Oper: Die höfische französische Schreibart (wie etwa die charakteristischen Taktwechsel im Rezitativ) verschwand zunehmend und glich sich an die populären italienischen Stile an, zunächst in der Opéra comique, die nach dem Buffonistenstreit von dem Italiener Egidio Duni geprägt wurde, und dann auch in der Tragédie lyrique, ohne dass sich deren fünfaktiger Aufbau änderte. Im Piccinnistenstreit wurde erneut ein Gegensatz zwischen italienischer und französischer Musik heraufbeschworen und diesmal zugunsten eines französischen Opernstils entschieden, für den Christoph Willibald Gluck verantwortlich gemacht wurde.